# 南开大学化学学院

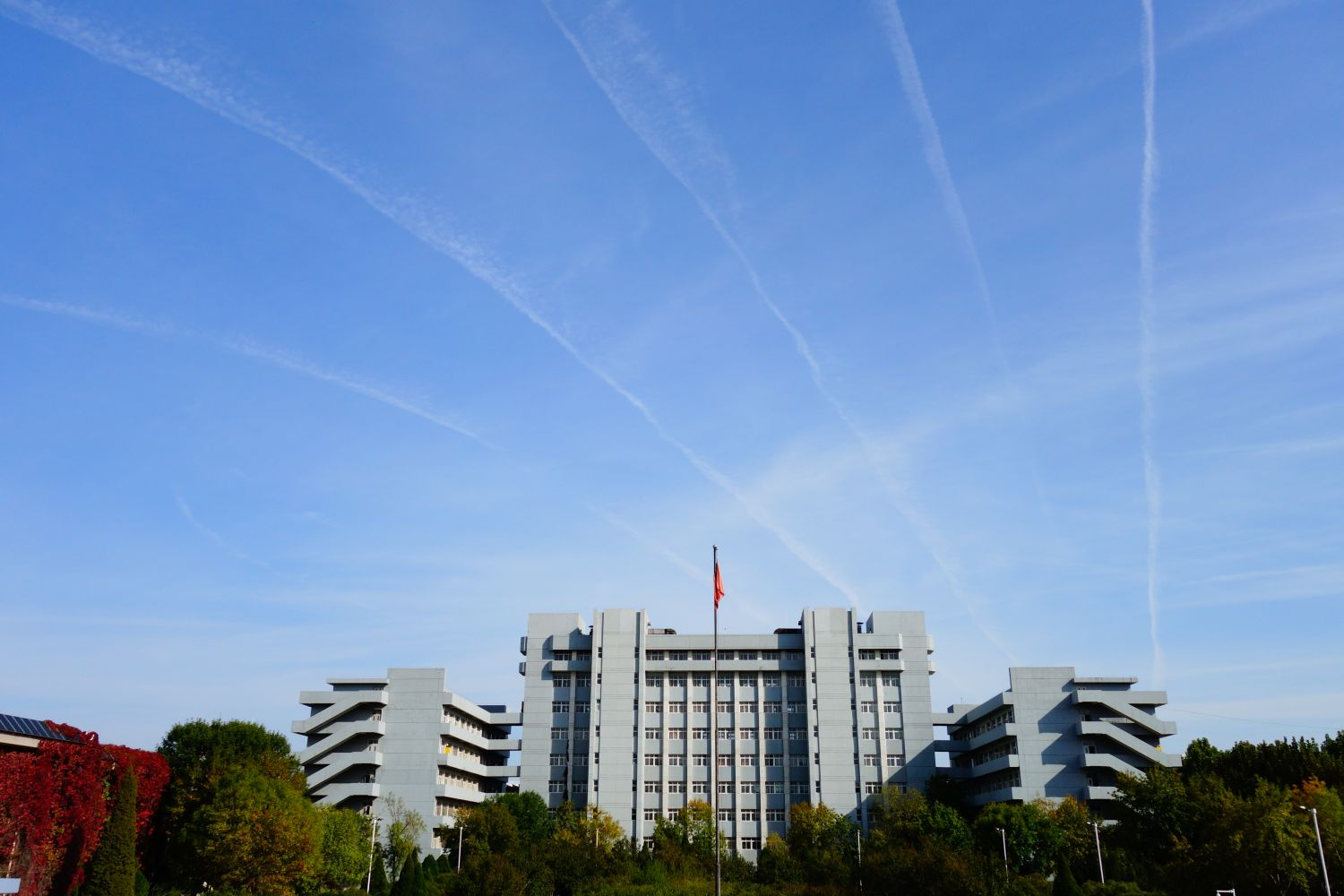
南开大学化学学院

南开大学化学学院是由原南开大学的化学系、元素有机化学研究所、高分子化学研究所、应用化学研究所、新能源材料化学研究所、中心实验室合并组建的实体化专业学院，1995年4月正式成立。
化学系成立于1921年，是国内大学中最早建立的化学系之一，邱宗岳、杨石先是重要的创始人。元素有机化学研究所成立于1962年10月，是中国大陆高校第一个化学研究机构，杨石先校长兼任所长。高分子化学研究所、应用化学研究所、新能源材料化学研究所、中心实验室分别成立于20世纪80年代和90年代。

## 机构设置
- 化学系
- 材料化学系
- 化学生物学系
- 元素有机化学研究所
- 高分子化学研究所
- 新能源材料化学研究所
- 应用化学研究所
- 分析科学研究中心
- 理论与计算化学中心
- 元素有机化学国家重点实验室
- 功能高分子材料教育部重点实验室
- 国家农药工程中心

## 党政领导
- 院长：陈军
- 党委书记： 张守民
- 党委副书记、副院长：刁立达
- 副院长： 王佰全、孙平川、李伟、计景成
- 院长助理：李一峻、陈弓、梁广鑫、师唯、朱守非
- 元素有机化学国家重点实验室主任：崔春明
- 农药国家工程研究中心主任：席真

## 两院院士

### 中国科学院院士
- 申泮文
- 程津培
- 宋礼成
- 周其林

### 中国工程院院士
- 李正名